# Hauptsache Beverly Hills
Hauptsache Beverly Hills (Originaltitel Slums of Beverly Hills) ist eine US-amerikanische Filmkomödie von Tamara Jenkins aus dem Jahr 1998. Die Hauptrollen in der Komödie sind mit Alan Arkin, Marisa Tomei, Natasha Lyonne und Bryna Weiss besetzt.

## Handlung
Murray Samuel Abromowitz ist ein erfolgloser Autohändler jüdischer Abstammung. Er und seine Kinder wohnen in heruntergekommenen Immobilien in Beverly Hills, die Familie zieht häufig um. Murrays Tochter Vivian verliebt sich in einen Jungen aus der Nachbarschaft.
Rita, die schwangere Nichte von Murray, zieht dort ebenfalls ein. Ritas vermögender Vater Mickey ist bereit die Mietkosten zu übernehmen, wenn sein Bruder im Gegenzug die Fürsorge für Rita übernimmt. Rita soll eine Lehre als Krankenschwester absolvieren.
Als Mickey und seine Frau ihre Verwandten besuchen, beleidigt Mickey seinen Bruder, indem er ihn als Taugenichts bezeichnet. Vivian rammt daraufhin ihrem Onkel eine Gabel ins Bein. In diesem Augenblick offenbart Rita ihren Eltern, dass sie schwanger ist. Kurz darauf fährt sie zusammen mit ihren Eltern weg.
Die Familie Murrays verliert nun die finanzielle Unterstützung Mickey und muss erneut umziehen.

## Produktion

### Produktionsnotizen, Budget
Produziert wurde der Film von Fox Searchlight Pictures/Soutfork Pictures. Gedreht wurde im Juli 1997 in Beverly Hills und im Highland Park in Kalifornien in den USA.
Der Film wurde mit einem Etat von etwa 5 Millionen US-Dollar produziert.

### Soundtrack
- I’d Love to Change the World von Alvin Lee, Vortrag: Ten Years After
- Let’s Make a Deal – Theme Song von Sheldon Allman, Marilyn Hall, Vortrag: Stan Worth & His Orchestra
- You an Your Folks, Me and My Folks von George Clinton, Clarence Haskins, William B. Nelson, Bernie Worrell, Vortrag: Funkadelic
- The Morning After von Al Kasha und Joel Hirschhorn, Arrangement Rolfe Kent aus dem Film Die Höllenfahrt der Poseidon
- Papa Loves Mambo von Al Hoffman, Dick Manning, Bickley Reichner, Vortrag: Perry Como
- Give Up the Funk (Tear the Roof off the Sucker) von George Clinton, Bootsy Collins, Jerome Brailey, Vortrag: Parliament
- Before the Next Teardrop Falls von Ben Peters, Vivian Keith, Vortrag: Freddy Fender
- A Fool in Love von Ike Turner, Vortrag: Ike & Tina Turner
- Luck Be a Lady von Frank Loesser, Vortrag: David Krumholtz
- Let Your Love Flow von Larry Williams, Vortrag: Bellamy Brothers
- Shambala von Daniel Moore, Vortrag: Three Dog Night

## Veröffentlichung
Premiere hatte der Film am 21. Mai 1998 auf dem France Film Festival in Frankreich. Am 14. August 1998 wurde er in limitierter Anzahl in den USA veröffentlicht. In Frankreich lief er zudem am 4. September 1998 auf dem Deauville Film Festival und lief am 9. September 1998 im Land an. Am 11. September 1998 wurde er in Griechenland auf dem Athens Film Festival vorgestellt. In den USA lief er am 11. September 1998 im gesamten Land an, in Australien im Oktober 1998, in Singapur und im Vereinigten Königreich im November 1998, und in Irland im Dezember 1998. Im Februar 1999 wurde er in Neuseeland veröffentlicht und am 11. Februar 1999 in Deutschland.
In Ungarn feierte er im März 1999 Videopremiere. Am 10. April 1999 wurde der Film auf dem Hongkong International Film Festival vorgestellt. In Argentinien wurde er im Mai 1999 auf Video veröffentlicht. Im Juni 1999 kam er in Italien und in Griechenland ins Kino, im Mai 2001 hatte er Videopremiere in Japan. Veröffentlicht wurde er zudem in Bulgarien, Spanien, Finnland, Polen, Rumänien, Russland und Venezuela.

## Kritik
Lisa Schwarzbaum schrieb in Entertainment Weekly, die Komödie zeige ein großes Herz und einen lebhaften Blick sowie auf originelle Weise, Sinn für Humor vorweisen.
Jeff Giles befand im Magazin Newsweek, der Film würde wie eine Postkarte im Retro-Stil wirken.
James Berardinelli lobte insbesondere die Darstellung von Natasha Lyonne und meinte, der Film sei abwechselnd lustig und dann wieder ergreifend und drücke effektiv die verschiedenen Traumata der jungen Frauen aus. Tamara Jenkins habe in den Interviews zugegeben, in das Drehbuch eigene Erfahrungen eingebaut zu haben.
Roger Ebert lobte in der Chicago Sun-Times vom 28. August 1998 die Darstellung von Natasha Lyonne, die einen Schlüsselcharakter spiele. Zudem sei Slums of Beverly Hills ins Leben gerufen worden, um die Erstellung einer Sitcom zu inspirieren, wahrscheinlich sogar einer ziemlich guten.
Im Lexikon des internationalen Films war die Rede von einem „Debütfilm auf beachtlichem Unterhalungsniveau, der kurzweilige Alltagsgeschichten aneinander reih[e] und durch bissig-ironische Untertöne die mangelnde Figurenentwicklung auszugleichen“ in der Lage sei. Weiter hieß es, dass „vor allem die männlichen Hauptdarsteller“ durch „markante Leistungen“ überzeugen würden.
Negativ äußerte sich Prisma: „Selten richtig komisch, plätschert die Geschichte trotz guter Darsteller belanglos vor sich hin und die Gags mit den großen Möpsen wiederholen sich ständig. Nur für 70er-Jahre-Nostalgiker sehenswert.“

## Auszeichnungen
- Tamara Jenkins und die Produzenten wurden 1999 für den Independent Spirit Award nominiert.
- Marisa Tomei wurde 1999 für den American Comedy Award nominiert.
- Natasha Lyonne wurde 1999 für den Chicago Film Critics Association Award nominiert.
- Rita Moreno wurde 1999 für den ALMA Award nominiert.
- Eli Marienthal wurde 1999 für den YoungStar Award nominiert.
- Die Deutsche Film- und Medienbewertung FBW in Wiesbaden verlieh dem Film das Prädikat wertvoll.